# Boîte à chapeau

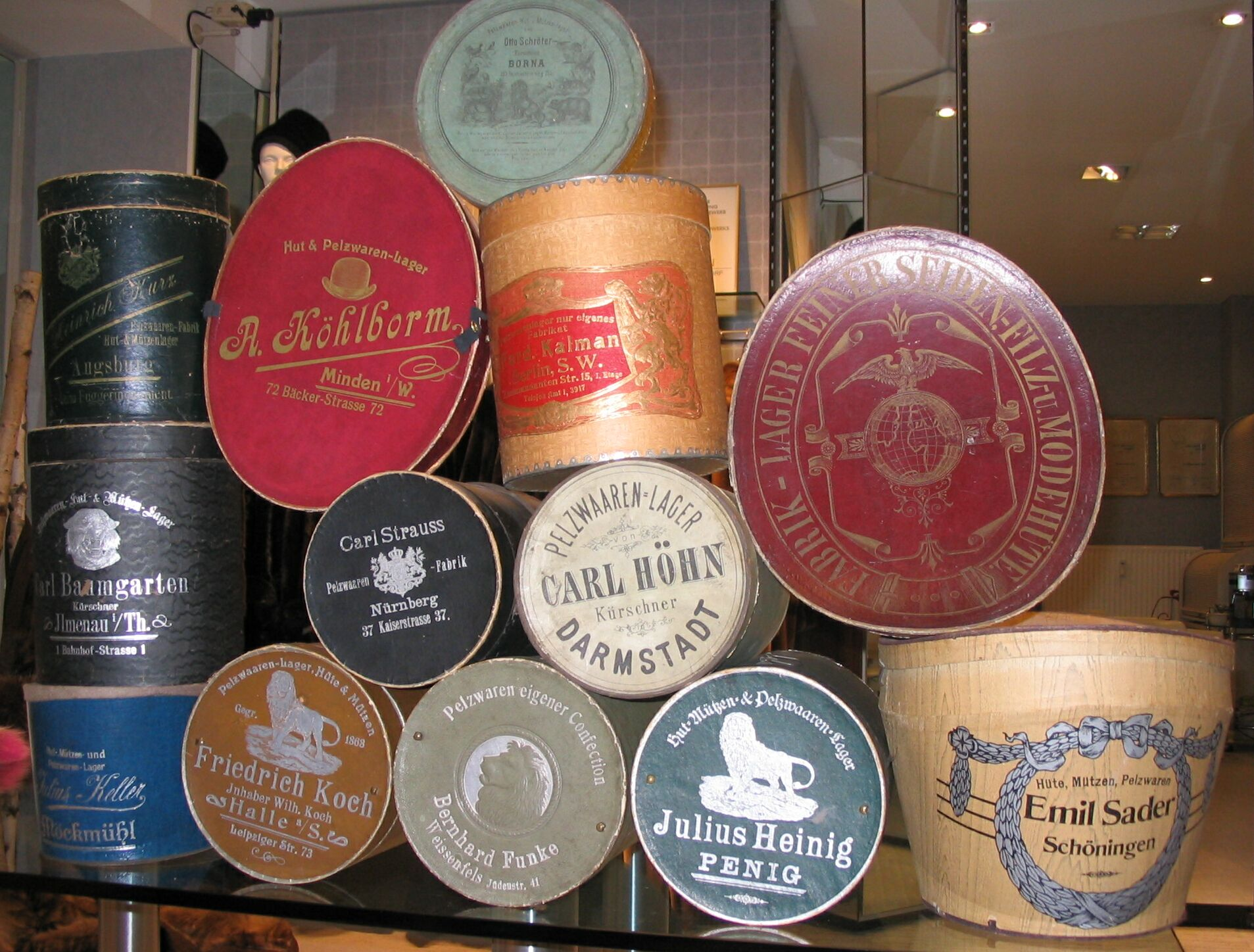
Un ensemble de boîtes à chapeaux vintage de différentes marques et tailles.

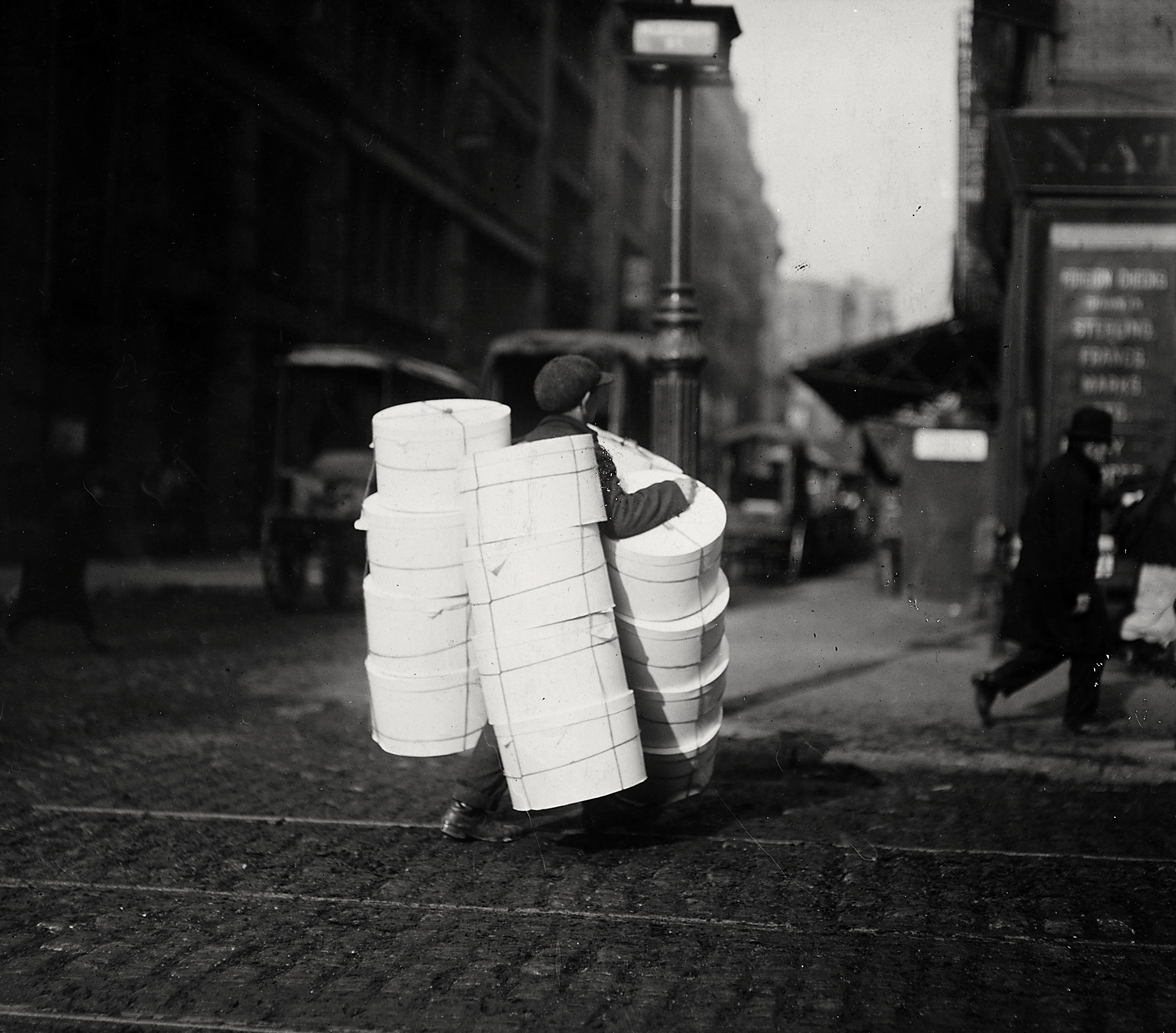
Un garçon portant un assortiment de boîtes à chapeau à New York vers 1912.

Une boîte à chapeau est un contenant destiné à ranger et transporter un couvre-chef, le protégeant des dommages et de la poussière.
En règle générale, une boîte à chapeau est profonde et de forme ronde.
Les boîtes à chapeaux peuvent être fabriquées dans une large gamme de matériaux, dont le carton, le cuir ou le métal. Ils peuvent inclure des sangles ou une poignée de transport pour le transport. Les modèles plus luxueux peuvent être rembourrés et doublés de matériaux tels que la soie afin de protéger le couvre-chef.

## Histoire

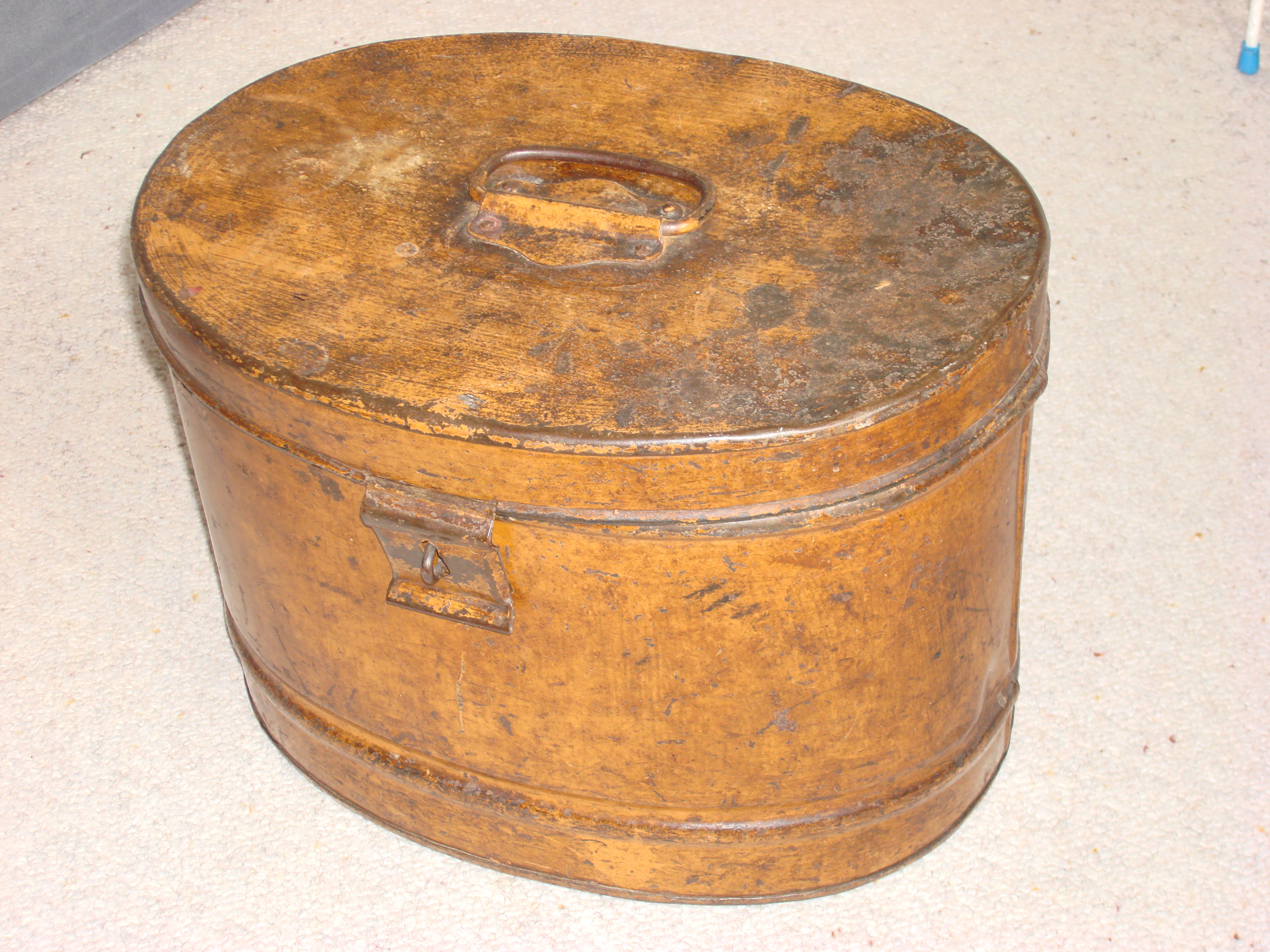
Les boîtes à chapeaux peuvent être faites de divers matériaux, y compris de métal.

La boîte à chapeau est devenue un article populaire au XIXe siècle — correspondant à la popularité des chapeaux tant de jour que de soirée — et des accessoires ont été produits pour aider à la fois à leur rangement et à leur nettoyage. Alors que les modistes emballaient souvent les produits qu'ils vendaient dans des boîtes à chapeaux en carton, des conceptions plus robustes étaient produites pour voyager. Certains modèles ont été conçus pour stocker plus d'un chapeau, notamment des modèles pouvant stocker à la fois un chapeau haut de forme de jour et une version pliable pour les soirées, connue sous le nom de gibus. Ils peuvent également inclure un espace de rangement pour des articles tels qu'une brosse à chapeau. 
Les boîtes sont devenues assez grandes à l'époque édouardienne. Une lettre au Times en 1844 a averti les voyageurs que les porteurs de Blackwall Railway avaient facturé un penny pour transporter une boîte à chapeau dans le train et aussi six pence pour le transporter au terminus de Londres, le voyageur lui-même ne payant que 4 pence pour le voyage. Il a recommandé aux voyageurs avec des bagages de prendre un bateau à vapeur.

## Variations de conception
Alors que les boîtes à chapeau sont traditionnellement de forme circulaire ou carrée, certaines versions peuvent suivre la forme du chapeau. Les archives de la New York Historical Society comprennent une création en carton en forme de croissant que l'on pense daté entre le début et le milieu du XIXe siècle et attribué au fabricant de chapeaux de New York, Elisha Bloomer. Les archives canadiennes incluent une conception en étain incurvée pour correspondre au chapeau militaire de style tricorne porté par Isaac Brock et datant de 1812,.